# استان کومو
استان کومو (به ایتالیایی: Provincia di Como)  یکی از استان‌های شمالی ناحیهٔ لمباردی در شمال ایتالیاست که با استان‌های سوندریو و لِکو در شرق، میلان در جنوب، وارِسه در غرب و با کانتونهای گراوبوندن (در ایتالیایی گریجونی) و تسین (در ایتالیایی تیچینو) در سوئیس در شمال آن هم‌مرز است. شهر کومو مرکز این استان است و دیگر شهرهای بزرگ آن با جمعیت بیش از ۱۰ هزار نفر شامل کانتو، اربا، ماریانو کومنسه و اولجاته کوماسکو می‌شود. کامپیونه دیتالیا نیز که در داخل کانتون سوئیسی تیچینو واقع شده‌است متعلق به استان کومو می‌باشد.
استان کومو ۱۲۸۸ کیلومتر مربع مساحت  دارد و جمعیت آن بنا بر سرشماری‌های سال ۲۰۰۸ برابر با ۵۸۲٬۷۳۶ نفر بوده‌است. این استان دارای ۱۶۲ شهرستان یا کُمونه (در جمع کُمونی) است و مهمترین کمونه‌های آن بر پایهٔ جمعیت از تاریخ ۳۱ مه ۲۰۰۵ تاکنون به شرح زیر می‌باشد:
| شهرستان         | جمعیت  |
| --------------- | ------ |
| کومو            | ۸۴٬۰۸۵ |
| کانتو           | ۳۷٬۸۷۰ |
| ماریانو کومنسه  | ۲۱٬۸۴۴ |
| اِربا            | ۱۶٬۸۷۴ |
| اولجاته کوماسکو | ۱۰٬۸۹۳ |
| لوراته کاچیویو  | ۱۰٬۰۵۲ |
| سِرمِناته         | ۸٬۷۷۲  |
| فینو مورناسکو   | ۸٬۷۴۸  |
| توراته          | ۸٬۳۸۹  |
| لوماتزو         | ۸٬۳۲۹  |
| اینوِریگو        | ۸٬۲۸۰  |
| موتزاته         | ۷٬۴۹۴  |
| آپیانو جنتیله   | ۷٬۲۳۶  |
| کابیاته         | ۷٬۱۰۰  |
| چرنوبیو         | ۷٬۰۳۶  |
| کانزو           | ۵٬۱۹۲  |
| مناجو           | ۳٬۲۳۵  |
| بیلاجو          | ۳٬۰۳۳  |

بیشتر سطح استان توسط کوه‌های آلپ برگامو پوشیده شده‌است و دریاچه کومو مهمترین پهنهٔ آبی آن است که از یخچال‌های طبیعی به‌وجود آمده‌است. کومو همچنین از آنجا که زادگاه الساندرو ولتا، مخترع پیل الکتریکی در ۱۸۰۰ می‌باشد.